# Convenção de Tauroggen
A Convenção de Tauroggen ou Tauragė foi um armistício firmado em 30 de dezembro de 1812 na cidade homônima entre os generais Ludwig Yorck von Wartenburg (do Reino da Prússia) e Hans Karl von Diebitsch (do Império Russo). A carta desencadeou a formação de uma coalizão contra Napoleão Bonaparte e marcou o início das guerras de libertação da Europa.

## História
Conforme prescrevia o Tratado de Tilsit, a Prússia deveria apoiar a invasão napoleônica à Rússia. Em sinal de protesto, alguns militares daquele reino abandonaram o exército e ofereceram seus serviços aos russos.
Depois que a empreitada francesa fracassou, sob o custo de milhares de soldados, os generais Yorck e Diebitsch decidiram firmar, por conta e risco próprios, um cessar-fogo sem o consentimento dos soberanos de suas nações. A notícia causou grande euforia na Prússia Oriental, mas também trouxe grande preocupação pois não se sabia se Frederico Guilherme III e Alexandre I ratificariam o acordo.
De imediato a carta estabeleceu a neutralidade da Prússia e a aliança militar com os russos só foi formalizada em 28 de fevereiro do ano seguinte com a assinatura do Tratado de Kalisch. O acordo entre os dois generais evoluíra para uma coalizão que também incluiu a Áustria, Suécia, Reino Unido e culminou com a derrota de Napoleão na Batalha das Nações.